# Cercomacra nigrescens
Cercomacra nigrescens là một loài chim trong họ Thamnophilidae.